# Burcht Maus
De Burcht Maus (Duits: Burg Maus) in Wellmich bij Sankt Goarshausen (Rijnland-Palts) is een op 98 meter boven zeespiegel gelegen hoogteburcht in het Midden-Rijndal uit de tweede helft van de 14e eeuw. Sinds 2002 maakt de burcht deel uit van het UNESCO werelderfgoed Boven Midden-Rijndal.

## Geschiedenis

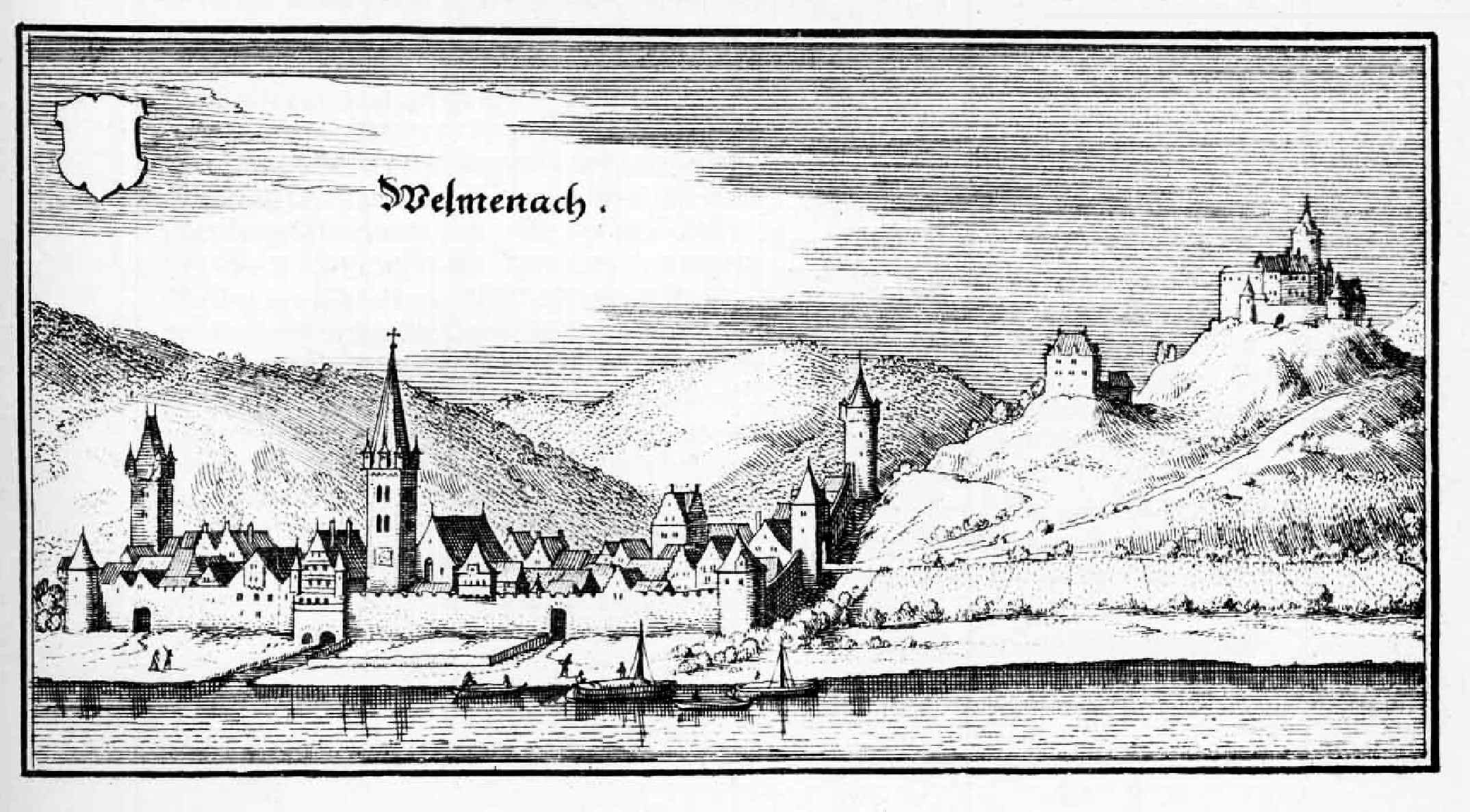
Wellmich (Welmenach) met de burcht Maus (Thurnberg) volgens Matthäus Merian, 1646

De bouw van de burcht onder de naam Peterseck (ook: Thurnberg en Deuernburg) werd in opdracht van de aartsbisschop van Trier, Bohemund II van Saarbrücken (1354–1361), begonnen en voortgezet door de aartsbisschoppen Kuno II van Falkenstein (1362–1388) en Werner van Königstein (1388–1418). 
Het doel van de bouw was de bezittingen van Trier op de rechter oever van de Rijn te verdedigen om zo een tegenwicht te bieden aan de heren van Katzenelnbogen met hun machtige Burcht Rheinfels op de andere oever van de rivier. Het Keurtrierse plan om een tweede burcht aan de linker Rijnoever te bouwen, de Petersberg, werd nooit uitgevoerd.  
Als tegenmaatregel lieten de graaf van Katzenelnbogen enkele kilometers stroomopwaarts de burcht Neu-Katzenelnbogen, later afgekort tot Katz (vertaling: kat), bouwen. In de volksmond kreeg de burcht Peterseck later naar aanleiding van dit kat en muis spel de naam Maus (muis).
De aartsbisschoppen Kuno II van Falkenstein en zijn opvolger Werner van Königstein resideerden graag in burcht Maus en stierven daar ook. Beide aartsbisschoppen werden in de Sint-Kastorkerk te Koblenz bijgezet, waar hun grafmonumenten ook nu nog te bezichtigen zijn. In de 16e eeuw werd de burcht een leengoed van het gravenhuis Nassau-Sporkenburg. 
De burcht werd nooit vernietigd, maar in de 18e eeuw trad de neergang in. In het jaar 1744 werd de burcht reeds als vervallen en onbewoond omschreven. In deze tijd duikt ook voor het eerst de naam Maus op. De vervallen burcht werd in 1806 voor de sloop verkocht, maar van afbraak kwam weinig terecht. In 1834 verwierf Friedrich Gustav Habel de ruïne, die zich inzette voor het behoud van het bouwwerk. 
Tussen 1900 en 1906 werd de burcht onder leiding van architect Wilhelm Gärtner ten slotte herbouwd, waarbij het aanzien grotendeels intact bleef.